# Lijst van Zwollenaren
De lijst van Zwollenaren betreft bekende personen die in de Nederlandse stad Zwolle zijn geboren, wonen of hebben gewoond. Doordat Zwolle van oorsprong een bestuursstad is, zijn er veel Zwollenaren die politieke carrière hebben gemaakt en hierdoor bekendheid hebben verworven.

## A
- Herman Jan van Aalderen (1886-1945), verzetstrijder

## B

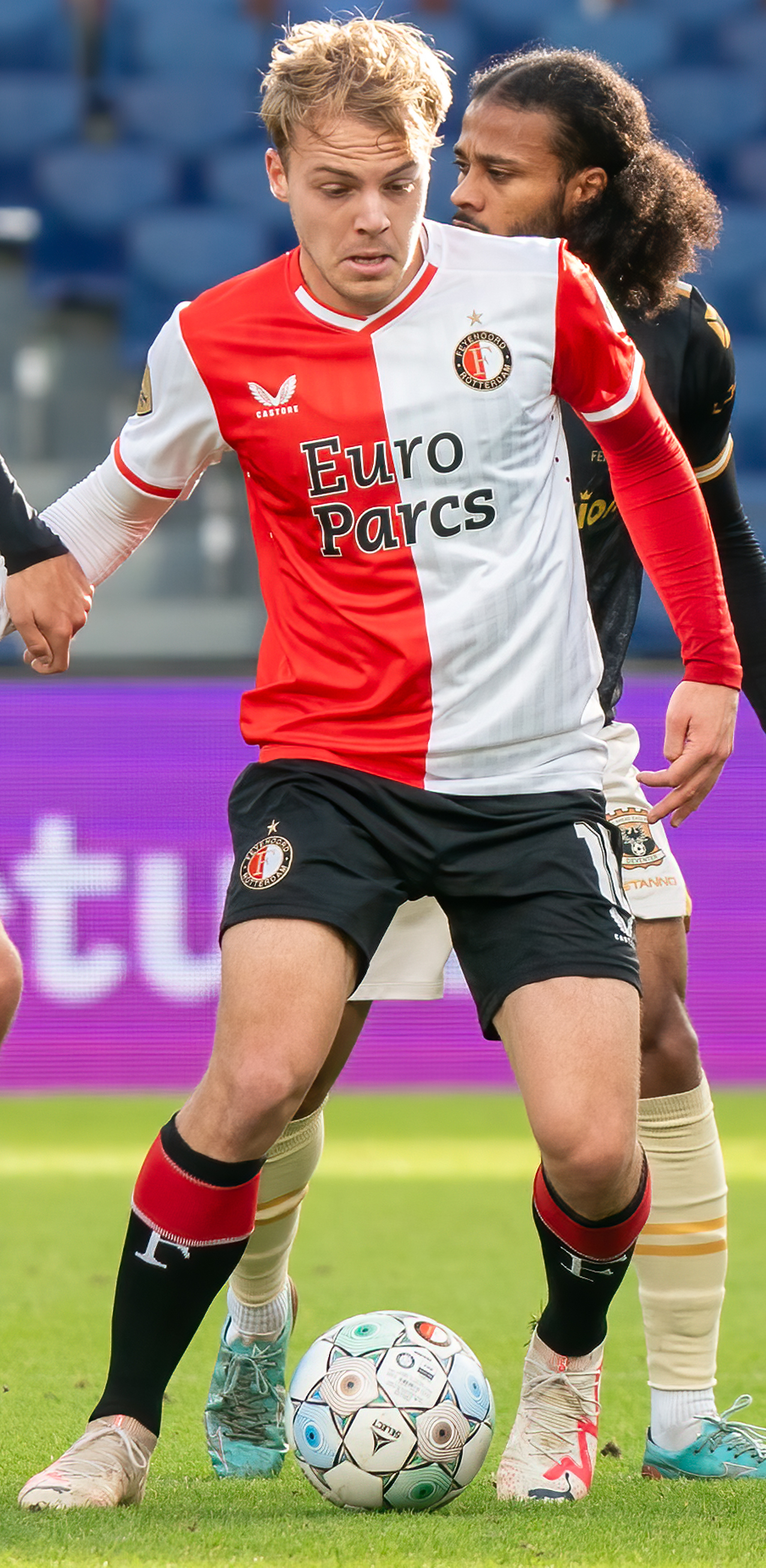
Voetballer Thomas van den Belt

- Bram Bakker (1963), psychiater en schrijver
- Cornelis Backer (1798-1864), rechter en politicus
- Kirsten Bakker (1992), voetbalster
- Sybe Kornelis Bakker (1875-1918) theoloog
- Evert van Ballegooie (1950-2008), arts
- Martijn Balster (1981), PvdA-politicus
- Willem Bartjens (1599-1638), wiskundige
- Lotte van Beek (1991), schaatsster
- Henk Beernink (1910-1945), verzetstrijder
- Luan Bellinga (2012), youtuber
- Thomas van den Belt (2001), voetballer
- John Berends (1956), CDA-politicus
- Elbertus van den Berg (1907-1971), beter bekend als de Schrik van Harculo, een excentrieke Zwollenaar
- Rav van den Berg (2004), voetballer
- Sepp van den Berg (2001), voetballer
- Steven de Blok (1990), voetballer
- Hein Boele (1939-2025), (stem)acteur
- Joop Boertjens (1948), VVD-politicus
- Gerard ter Borch de Oude (1583-1662), kunstschilder
- Gerard ter Borch de Jonge (1617-1681), kunstschilder
- Moses ter Borch (1645-1667), kunstschilder
- Wimmie Bouma (1979), volkszanger
- Gerolf Bouwmeester (1972), D66-politicus

- Gerrit Brand (1956), schrijver

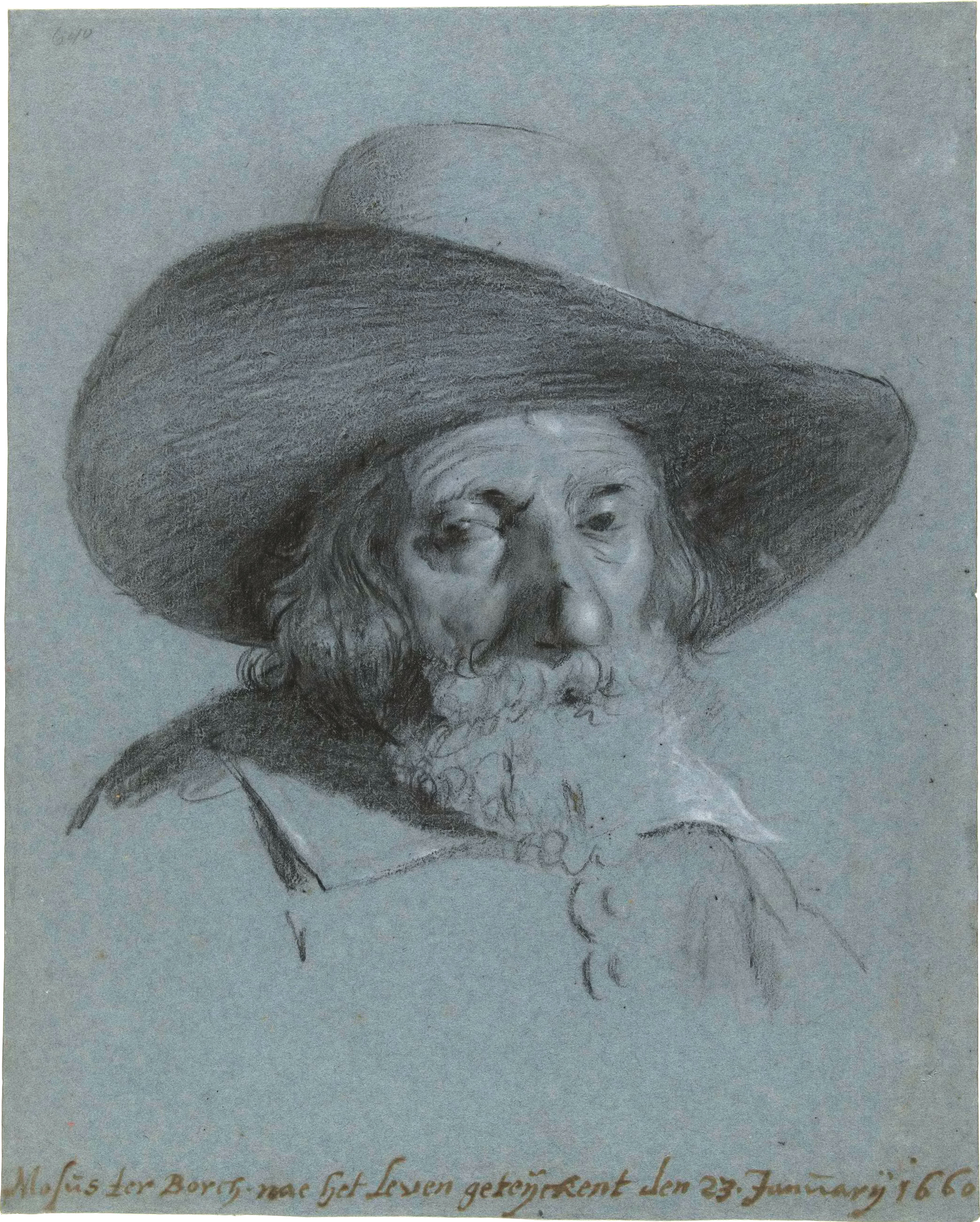
Schilder Gerard ter Borch de Oude

- Anna van der Breggen (1990), wielrenster
- Laurens Jan Brinkhorst (1937), D66-politicus
- Herman Brood (1946-2001), zanger, acteur en kunstschilder
- Jan Broekema (1981), SP-politicus
- Eef Brouwers (1939-2018), journalist
- Marije Brummel (1985), voetbalster
- Biem Buijs (1981), journalist

## C
- Joan Derk van der Capellen tot den Pol (1741-1784), politicus en patriot
- Johannes Cele (ca. 1350-1417), onderwijskundige
- Igor Cornelissen (1935-2021), journalist
- Jacob Theodoor Cremer (1847-1923), grootondernemer, koloniaal expert, politicus

## D

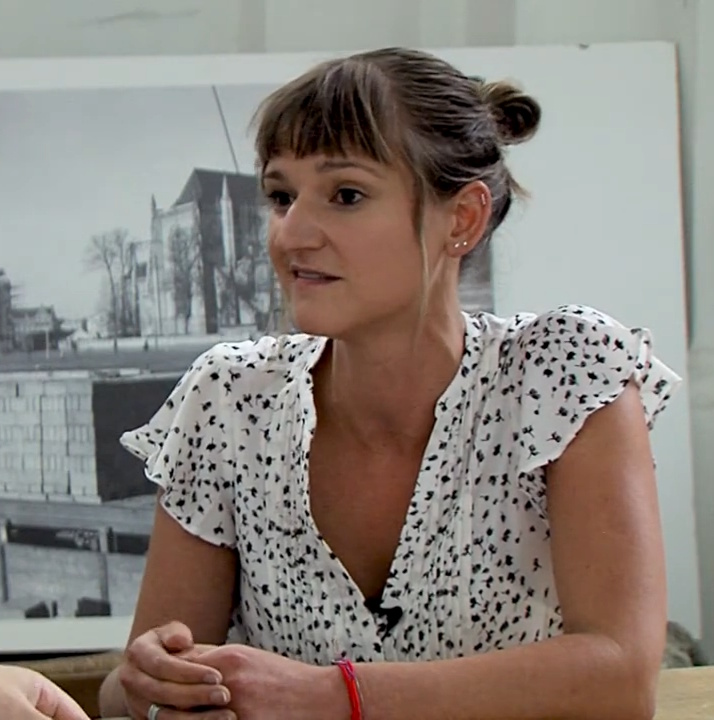
Politica Sarah Dobbe

- Frank Dammers (1951), kunstschilder
- An Dekker (1931-2012), beeldhouwster en uitgeefster
- Delic (1981), producer en disckjockey
- Gerrit Disselhof (1934), voetballer
- Sarah Dobbe (1979), SP-politica
- Johan Frederik ten Doesschate (1904-1964), bedrijfseconoom
- Bart Domburg (1957), beeldend kunstenaar
- A. den Doolaard (1901-1994), schrijver
- Jeroen Dubbeldam (1973), springruiter

## E
- J.K. van Eerbeek (1898-1937), schrijver
- Marten Eikelboom (1973), hockeyer

## F
- Hans la Faille (1946), slagwerker

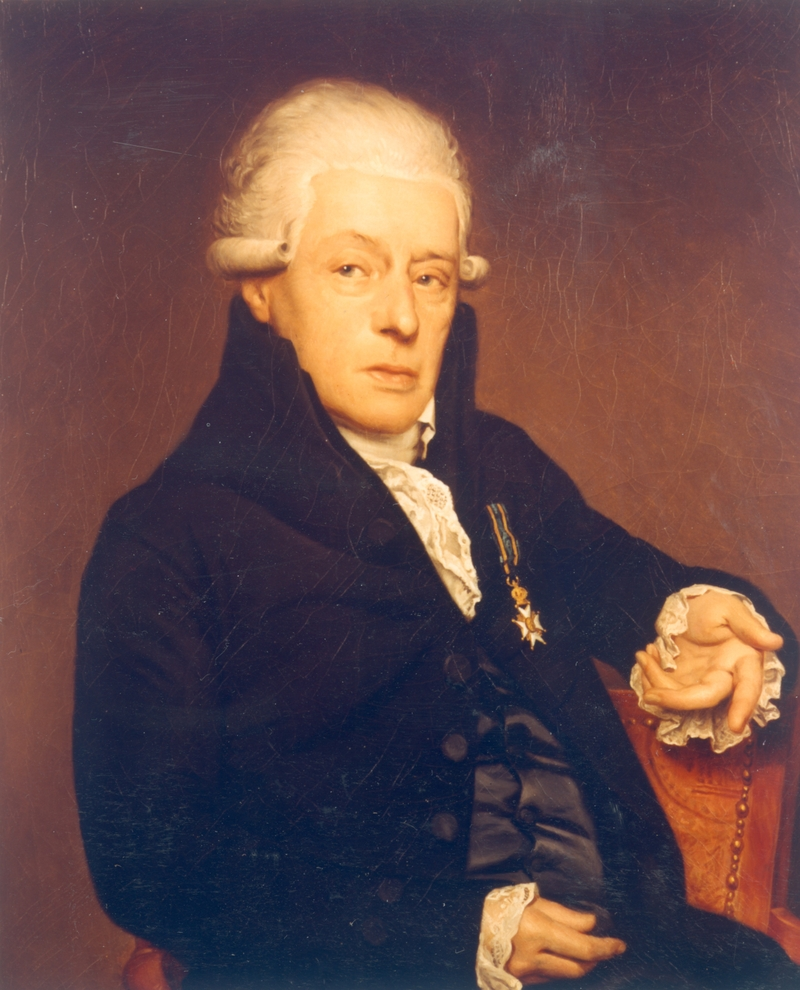
Dichter Rhijnvis Feith

- Rhijnvis Feith (1753-1824), schrijver en dichter
- Wijbo Fijnje (1750-1809), politicus

## G
- Henri Gorter (1874-1918), wielrenner, schaatser en schaatsenfabrikant
- Aleida Greve (1670-1740), kunstschilderes
- Maarten Grobbe (1902-1961), voetballer
- Loes van Groningen (1884-1970), kunstschilderes
- Caroline de Gruyter (1963), journaliste en schrijfster

## H
- Martin Haar (1952), voetballer en voetbaltrainer
- Sietze Haarsma (1926-2017), roeier
- Dick ter Hark (1954), journalist
- Eli Heimans (1861-1914), onderwijzer, natuurbeschermer en schrijver
- C.M. van Hille-Gaerthé (1881-1958), schrjfster
- Johann Christoph van Hille (1910-1991), entomoloog
- Jan Hinderink (1932-2022), geograaf
- Johnny Hoogerland (1983), wielrenner
- Sophia Holt (1658-1734), kunstschilderes
- Antonina Houbraken (1686-1736), tekenares
- Max Huiberts (1970), voetballer
- Gerard van Hulzen (1860-1940), schrijver

## I
- René IJzerman (1955), voetballer
- Tom IJzerman (1987), voetballer

## J

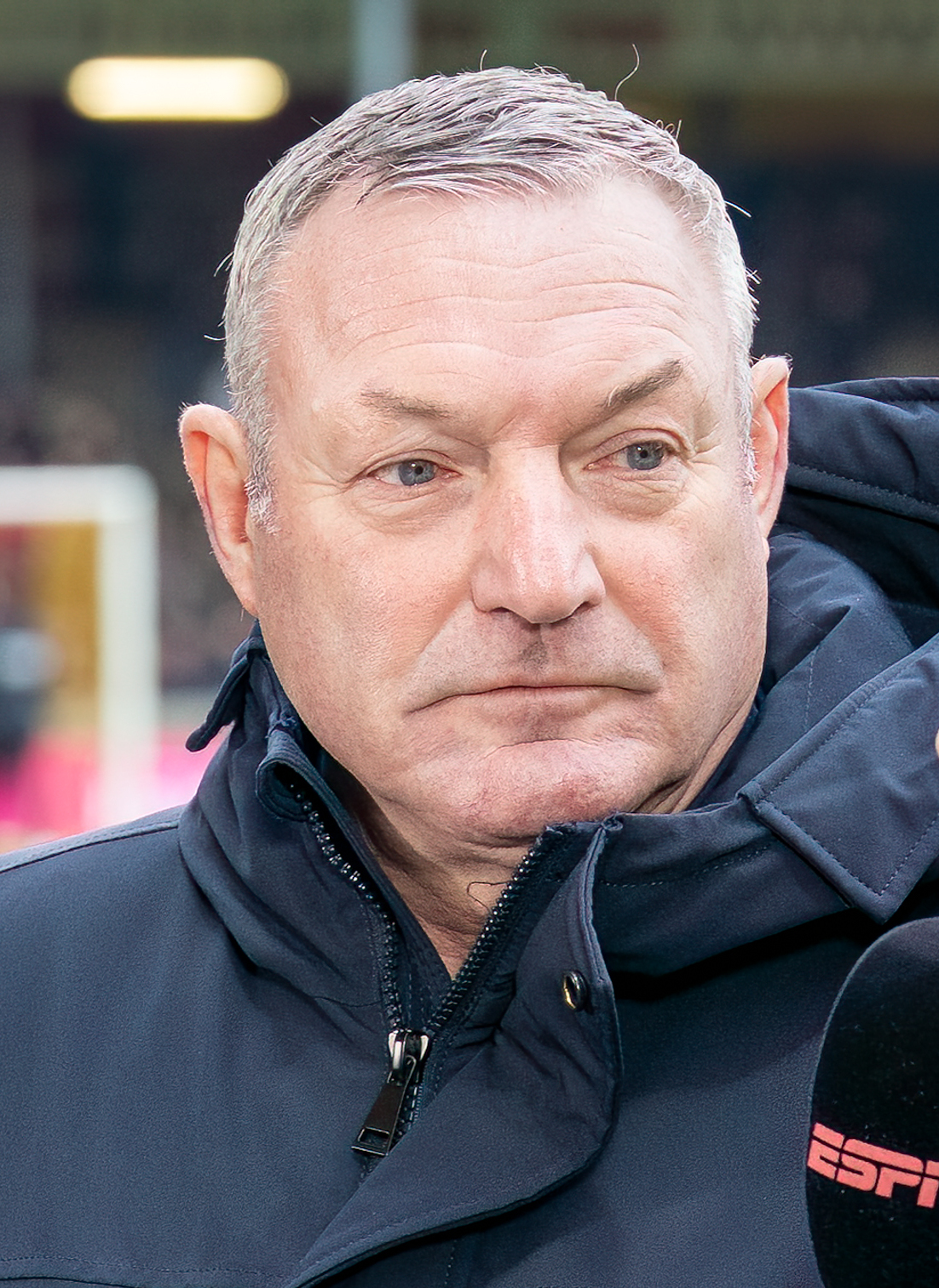
Voetbaltrainer Ron Jans

- Wietze de Jager (1989), discjockey
- Ron Jans (1958), voetballer en voetbaltrainer
- Anco Jansen (1989), voetballer
- Pieter Jorissen (1829-1912), staatsprocureur van de Zuid-Afrikaansche Republiek
- Gillian Justiana (1991), voetballer

## K
- Esmé Kamphuis (1983), bobsleester
- Marnix Kappers (1943-2016), acteur
- Thomas a Kempis (1380-1471), theoloog, schrijver en mysticus
- Leon Koning (1947-1999), danser
- Martijn Koning (1978), stand-upcomedian en tekstschrijver
- Ton Koopman (1944), dirigent, klavecinist, componist en organist
- Lourens Krook (1865-1944), architect
- Nicolien Kroon (1978), meteorologe en presentatrice
- A.C. Kuiper (1860-1934), kinderboekenschrijfster

## L
- Ilona Lagas (1956), VVD/BBB-politica
- Peter Lankhorst (1947), PPR/GroenLinks-politicus
- Geertjan Lassche (1976), journalist
- Dominggus Lim-Duan (1983), voetballer

## M

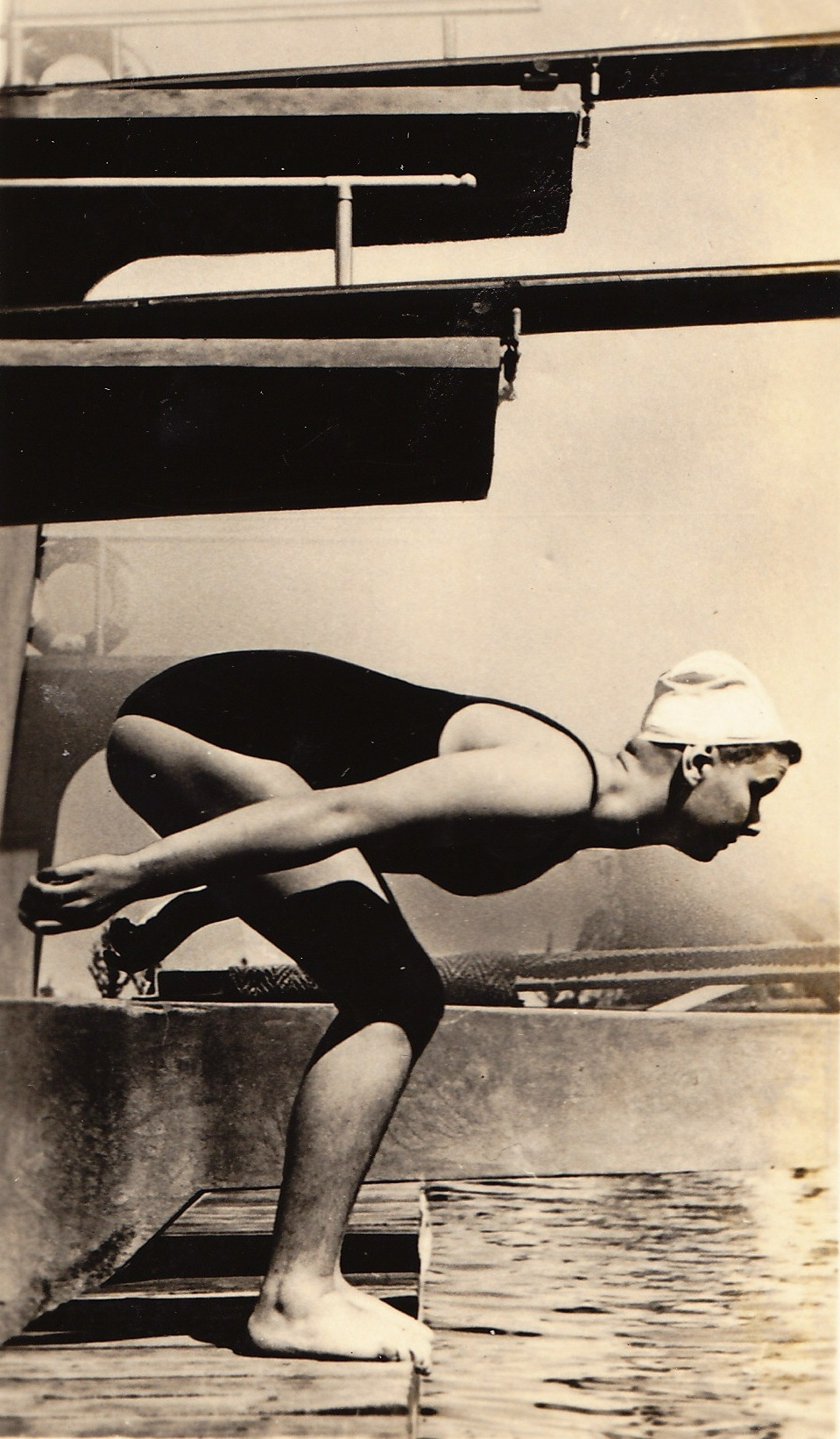
Zwemster Trude Malcorps

- Wilbert Magré (1992), pianist, organist en dirigent
- Max Malcorps (1917-2011), CHU-politicus
- Trude Malcorps (1921), zwemster
- Mike Marissen (1992), zwemmer
- Cornelia van Marle (1661-1698), kunstschilderes
- Eva van Marle (actief ca. 1647-1652), kunstschilderes
- Hjalmar van Marle (1950), psychiater
- Joost Marsman (1974), zanger
- Nick Marsman (1990), voetballer
- Mendy Meenderink (1983), zwemster
- Wim Meijer (1923-2001), PSP-politicus
- Ellen Meliesie (1963), roeister
- Cornelius Marten Mellema (1911-1986), componist, arrangeur en trompettist
- Charlene Meulenberg (1988), zangeres
- Michael Minsky (1918-1988), zanger en dirigent
- Herman Moded (ca. 1520-1603), predikant
- Yaël Mollink (2003), voetballer
- Michel Mulder (1986), schaatser
- Ronald Mulder (1986), schaatser
- Rob Muntz (1963), radio- en televisiemaker

## N
- Albertus van Naamen van Eemnes (1828-1902), politicus

## O
- Marcel Oosten (1963), radiopresentator en verslaggever
- Cindy Oudshoorn (1973), zangeres

## P

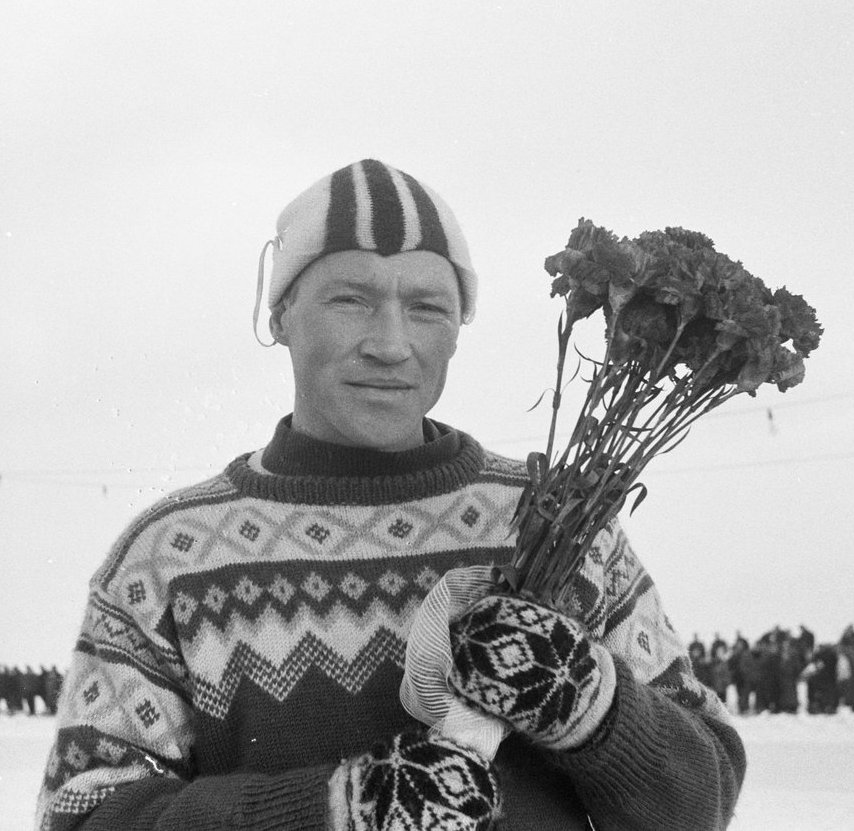
Schaatser Reinier Paping

- Reinier Paping (1931-2021), schaatser
- Johannes ter Pelkwijk (1769-1834), politicus
- Wim Peters (1903-1995), atleet
- Jentsje Popma (1921-2022), beeldhouwer en kunstschilder
- Everhardus Johannes Potgieter (1808-1875), schrijver

## R

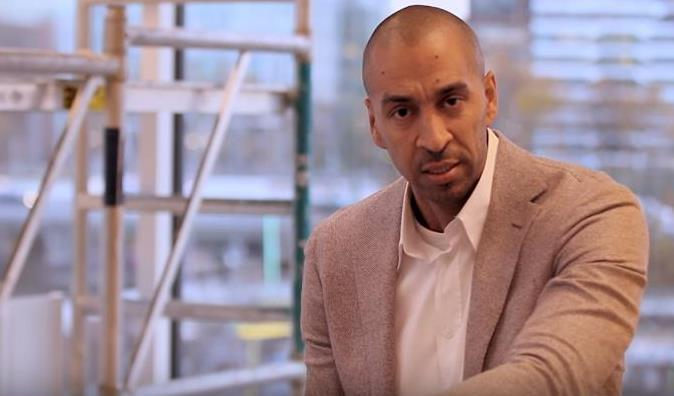
Advocaat Gerald Roethof

- Tooske Ragas (1974), actrice en televisiepresentatrice
- Dimitris Rallis (2005), voetballer
- Etiënne Reijnen (1987), voetballer
- Tijjani Reijnders (1998), voetballer
- Joan Remmelts (1905-1987), acteur en toneelregisseur
- Nico Rienks (1962), olympisch roeier
- Gerald Roethof (1973), advocaat
- Berend van Roijen (1832-1893), advocaat, procureur, politicus
- Georg Roijer (1817-1871), militair
- Henk Romijn Meijer (1929-2008), schrijver, dichter, essayist
- Marleen de Rooy (1986), journaliste
- Willem Marinus van Rossum (1865-1920), kardinaal
- Govert Ritmeester (1883-1966), VVD-politicus
- Lo de Ruiter (1919-2008), PvdA-politicus en bestuurder

## S

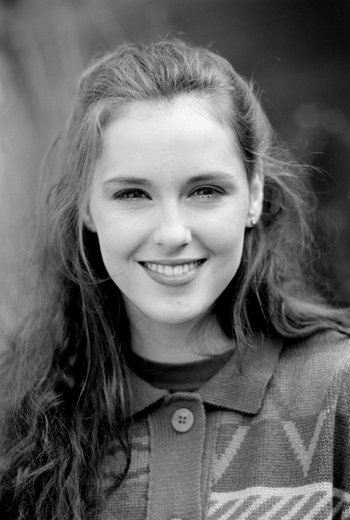
Televisiepresentatrice Anniko van Santen

- Julia Sabaté (geboortejaar onbekend), zangeres
- Klaas Samplonius (1947-2022), journalist en presentator
- Albertus Sandberg (1768-1843), politicus
- Samuel Johannes Sandberg van Essenburg (1778-1843), politicus
- Anniko van Santen (1971), televisiepresentatrice
- Andreas Ignatius Schaepman (1815-1882), bisschop
- Renate Schutte (1974), presentatrice en model
- Daniel Scriverius (1800-1834), bestuurder
- Isaäc Antoni Soetens van Roijen (1800-1868), politicus
- Herman van Sonsbeeck (1796-1865), rechter en politicus
- Theodorus van Sonsbeeck (1871-1955), burgemeester
- Mello Sichterman (1885-1956), burgemeester
- Arie Slob (1961), ChristenUnie-politicus
- André Smit (1916-2001), musicus
- Betty Smit (1943), zendelinge
- William Spaaij (1983), musicalacteur, zanger en danser
- Margreet Spijker (1964), televisiepresentatrice
- Hennie Spijkerman (1950), voetballer en voetbaltrainer
- Henri Staal (1845-1920), politicus
- Jorieke Sterken (1999), singer-songwriter
- Wannie Sterken (1943-2024), voetballer
- Thomas Joannes Stieltjes jr. (1856-1894), wiskundige

## T

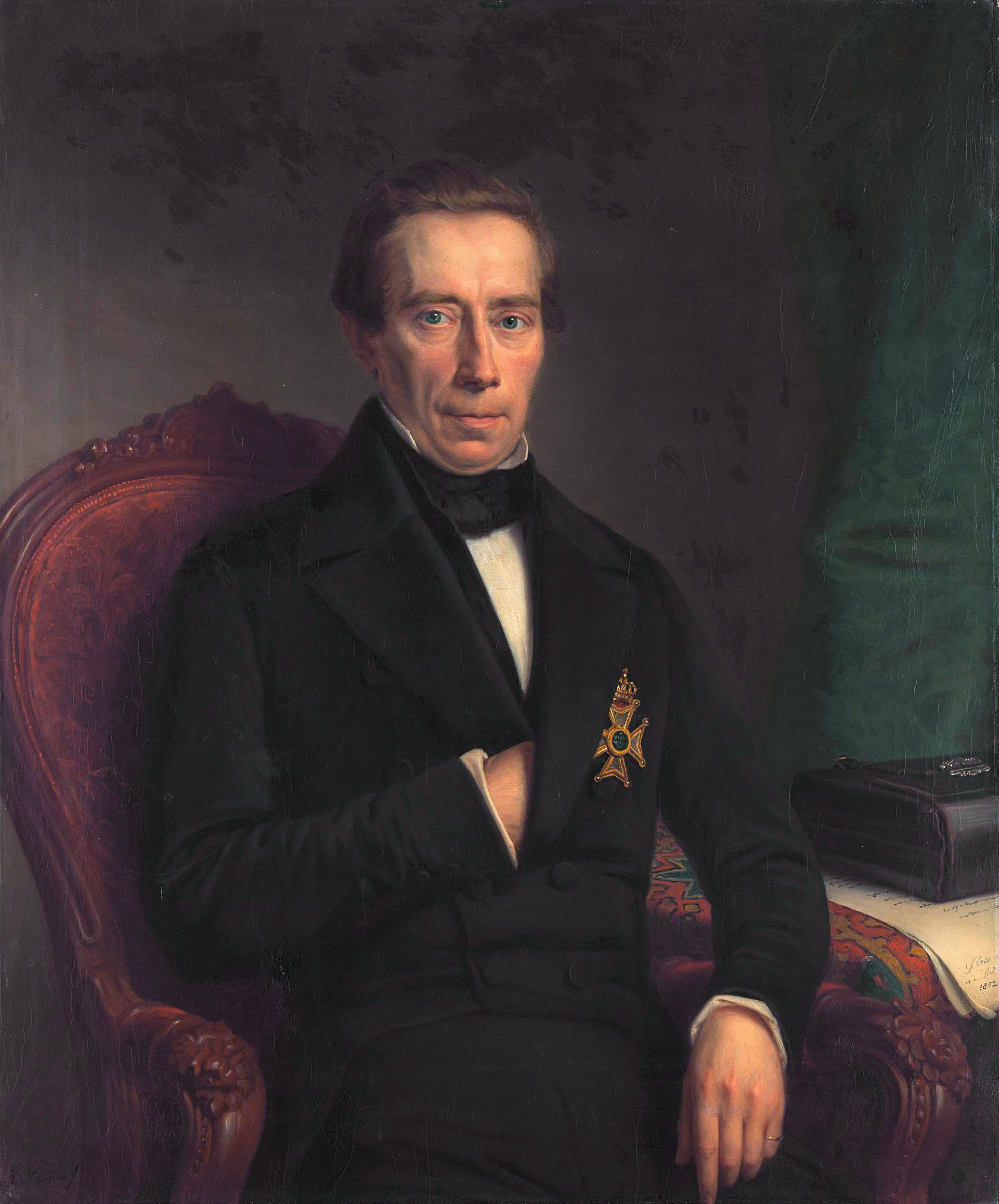
Staatsman Johan Rudolph Thorbecke

- Coenraad Tamse (1937-2021), historicus
- Nicole Temmink (1987), SP-politica
- Johan Rudolph Thorbecke (1798-1863), staatsman
- Bas Tietema (1995), wielrenner en youtuber
- Bert Tigchelaar (1946-2004), journalist

## U
- Junte Uiterwijk (1982), rapper

## V
- Helmig van der Vegt (onbekend) muzikant
- Barry Veneman (1977), motorcoureur
- Bart Verbruggen (2002), voetballer
- Dennis Vink (1974), econoom en hoogleraar
- Antonius Franciscus Vos de Wael (1833-1902), politicus
- Klaas Voskuil (1895-1975), journalist
- Ruud Vreeman (1947), PvdA-politicus en bestuurder
- Jan de Vries (1896-1939), atleet

## W

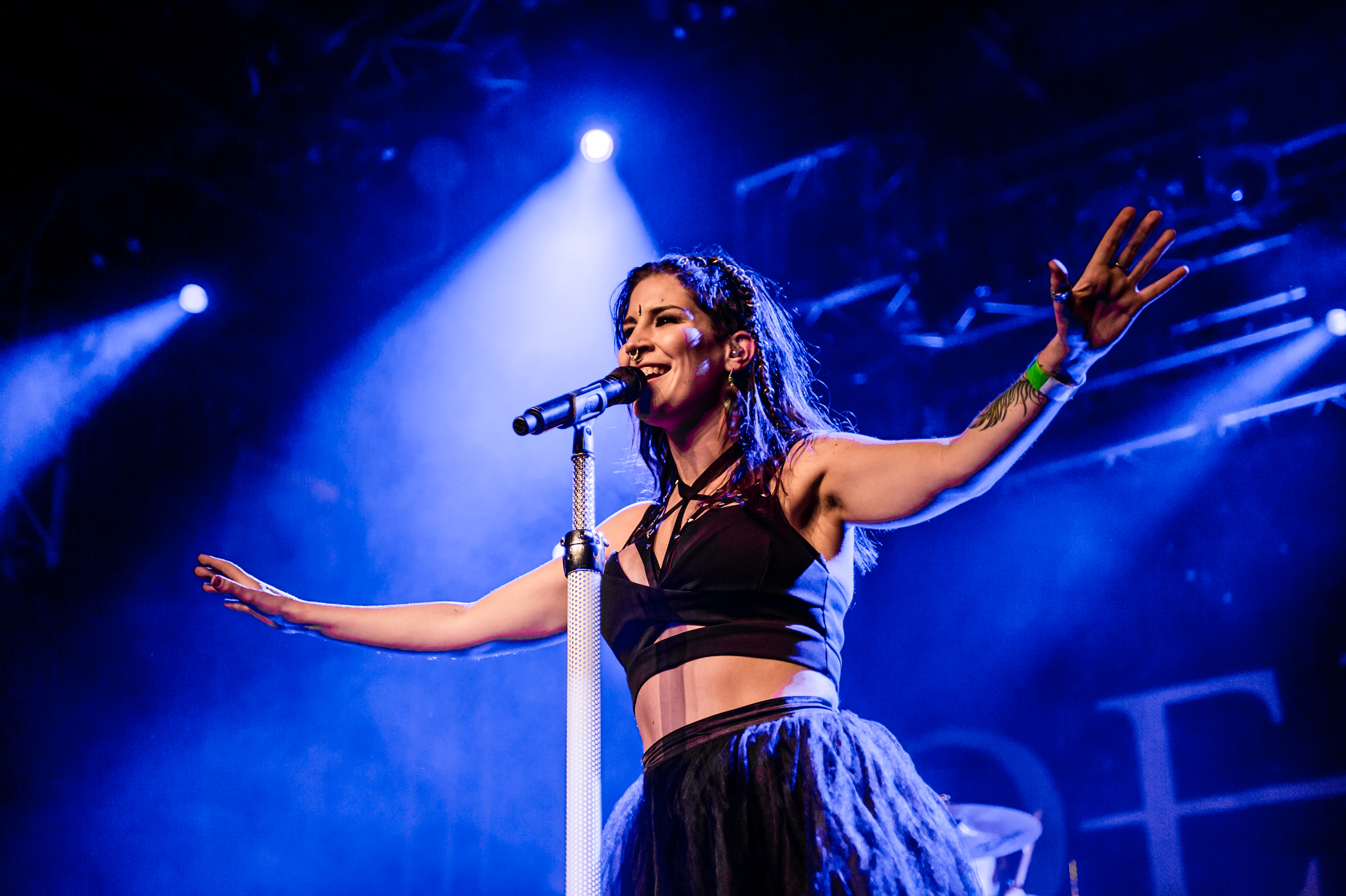
Zangeres Charlotte Wessels

- Tom Waterreus (1943-2021), beeldhouwer
- Kenny van Weeghel (1980), atleet
- Jan Harm Weijns (1864-1945), kunstschilder
- Charlotte Wessels (1987), zangeres
- Peter Wessels (1978), tennisser
- Ronald A. Westerhuis (1971), beeldend kunstenaar
- Anneke Wilbrink (1973), kunstschilderes
- Anneke Wiltink (1961-2023), kinderboekenschrijfster
- Aleijda Wolfsen (1648-1692), kunstschilderes
- Harm Wolters (1967), zanger

## Z
- Ben Zomerdijk (1923-2007), wielersportjournalist en organisator
- Henri Arnaut de Zwolle (1400-1466), astronoom en geneesheer
- Cecilia van Zuthem (2003), wielrenster

Alkmaar · 
Almelo ·
Almere · 
Alphen-Chaam · 
Alphen aan den Rijn ·
Amersfoort · 
Amstelveen · 
Amsterdam · 
Apeldoorn · 
Arnhem · 
Assen ·
Baarn · 
Bergen op Zoom · 
Bilthoven · 
Bolsward · 
Boxtel · 
Breda · 
Bredevoort · 
Brunssum · 
Bussum · 
Delft ·
Den Haag ·
Den Helder · 
Deurne · 
Deventer · 
Doetinchem ·
Dokkum · 
Dordrecht · 
Drachten · 
Ede · 
Eindhoven · 
Emmen · 
Enschede · 
Franeker · 
Geleen · 
Gouda · 
Groenlo ·
Groningen · 
Haarlem · 
Harlingen ·  
Heemstede · 
Heerenveen · 
Heerlen · 
Helmond · 
Hengelo · 
's-Hertogenbosch · 
Hilversum · 
Hoogeveen · 
Hoorn · 
Horst ·
Kampen · 
Kerkrade · 
Leerdam · 
Leeuwarden · 
Leiden · 
Lelystad · 
Maastricht · 
Meppel ·  
Middelburg  ·
Nijkerk · 
Nijmegen · 
Oldenzaal · 
Ommen · 
Oss · 
Rijswijk (Zuid-Holland) · 
Roosendaal · 
Rotterdam · 
Schiedam · 
Sittard · 
Sittard-Geleen · 
Sneek · 
Soest · 
Stadskanaal · 
Tegelen · 
Tiel · 
Tilburg · 
Urk · 
Utrecht · 
Veenendaal · 
Veghel · 
Venlo · 
Venray · 
Vlaardingen · 
Vlissingen · 
Wageningen · 
Warnsveld · 
Weert · 
Winschoten · 
Woerden · 
Zeist · 
Zierikzee · 
Zoetermeer · 
Zutphen · 
Zwolle